# ゴキブリ属
ゴキブリ属（学名：Periplaneta） はゴキブリ科の属のひとつである。

## 属名の由来
古代ギリシア語  περί（perí；周りの、周囲の） と πλανήτης（planḗtēs；放浪者、惑う人）による造語。πλανήτης には現代的な意味として「惑星」もあるが、ここでは古代ギリシア語における意味が意図されている。

## 主な種
次のようなよく知られている汎存種がある。
- ワモンゴキブリ Linnaeus, 1758 – Periplaneta americana
- コワモンゴキブリ Fabricius, 1775 – Periplaneta australasiae
- トビイロゴキブリ Burmeister, 1838 – Periplaneta brunnea
- クロゴキブリ Serville, 1839 – Periplaneta fuliginosa
- ヤマトゴキブリ Karny, 1908 – Periplaneta japonica
- トルキスタンゴキブリ Walker, 1868 - Periplaneta lateralis